# Zabelia parvifolia
Zabelia parvifolia là một loài thực vật có hoa trong họ Kim ngân. Loài này được Charles Baron Clarke mô tả khoa học đầu tiên năm 1880 dưới danh pháp Abelia triflora var. parvifolia. Năm 1972 Golubkova nâng cấp nó thành loài và chuyển sang chi Zabelia.
Loài này có ở Afghanistan (tỉnh Laghman), Pakistan (các tỉnh Baluchistan và Khyber Pakhtunkhwa (quận Kurram, Swat, Waziristan)), Ấn Độ (bang Jammu và Kashmir).
Một số tác giả coi loài này là đồng nghĩa của Zabelia triflora như là Z. triflora var. parvifolia, do khác biệt cơ bản là lá nhỏ hơn (dài đến khoảng 2,5 cm) và hoa hơi nhỏ hơn.